# بیمارستان خاتم‌الانبیا (گنبد کاووس)
بیمارستان خاتم الانبیاگنبد کاووس واقع در استان گلستان، شهرستان گنبدکاووس بیمارستانی است با  وسعت حدود ۱۴ هکتار و با زیربنای ۳۳۰۰۰ مترمربع در قسمت جنوبی شهرستان گنبدکاووس واقع شده که در بهمن ماه سال ۱۳۷۵ با ۵۰ تخت ثابت توسط رئیس وقت مجلس شورای اسلامی و وزیر بهداشت و درمان و آموزش پزشکی افتتاح گرددید و هم‌اکنون با ۱۵۰ تخت فعال ثابت فعالیت می‌کند.